# Antonio di Borbone-Vendôme
Antonio di Borbone-Vendôme (La Fère, 22 aprile 1518 – Les Andelys, 17 novembre 1562) duca di Vendôme, era figlio di Carlo di Borbone-Vendôme (1489-1537) e di Francesca d'Alençon (1490-1550), grazie al matrimonio con Giovanna d'Albret divenne re di Navarra, conte di Foix, di Bigorre, d'Armagnac e di Périgord e visconte di Béarn (dal 1555).
Discendeva da Luigi IX, il Santo attraverso uno dei figli cadetti di quest'ultimo, Roberto, conte di Clermont.

## Biografia
Egli aveva già il titolo di conte di Marles e poi di conte di Beaumont, oltre a quello di duca di Vendôme.
Sposatosi a Moulins il 20 ottobre 1548 con Giovanna d'Albret, alla morte del suocero (25 maggio 1555) ebbe dalla moglie il titolo di re di Navarra.
Privo di vera convinzione religiosa, cambiò molte volte il proprio credo oscillando fra protestantesimo e cattolicesimo. Insieme al fratello minore Luigi I di Borbone-Condé fu a capo del partito borbonico-ugonotto contro i duchi di Guisa, ma fu arrestato e solo dopo la morte di Francesco II (5 dicembre 1560) fu liberato e spinto dai capi del cattolicesimo a rinnegare i propri compagni di fede. Caterina de' Medici, reggente in nome del figlio Carlo IX lo nominò luogotenente generale del regno nel 1561. Unitosi al triumvirato cattolico del duca Francesco I di Guisa, del connestabile di Montmorency e del Maresciallo di Saint-André, combatté gli ugonotti, prese la città di Bourges e assediò Rouen, aiutato dalle invenzioni belliche dell'ingegnere militare Bartolomeo Campi, in mano ai protestanti, ma fu mortalmente ferito il 3 novembre 1562 e spirò due settimane dopo.

## Discendenza
Da Giovanna d'Albret Antonio ebbe cinque figli:
- Enrico (1551 – 1553);
- Enrico IV, (1553 – 1610), primo re di Francia della dinastia dei Borbone;
- Luigi (1555 – 1557), conte di Marles;
- Maddalena (1556);
- Caterina (1559 – 1604), duchessa d'Albret, contessa d'Armagnac e di Rodez, che andò sposa a Enrico II, duca di Lorena.

Inoltre dalla sua amante Luisa di Béraudière ebbe:
- Carlo, bastardo di Borbone (1554 – 1610), vescovo di Comminges nel 1569 poi di Lectoure e dal 5 novembre 1594, arcivescovo di Rouen. Egli fu sempre fedele al fratellastro Enrico.

## Ascendenza
|                                |                       |                                    | Genitori                       |  |  | Nonni |  |  | Bisnonni                         |  |  | Trisnonni                  |  |
|                                |                       |                                    |                                |  |  |       |  |  | Giovanni VIII di Borbone-Vendôme |  |  | Luigi I di Borbone-Vendôme |  |
|                                |                       |                                    |                                |  |  |       |  |  | Giovanni VIII di Borbone-Vendôme |  |  | Luigi I di Borbone-Vendôme |  |
|                                |                       | Giovanna di Montfort               |                                |  |  |       |  |  | Giovanni VIII di Borbone-Vendôme |  |  |                            |  |
| Francesco di Borbone-Vendôme   |                       |                                    |                                |  |  |       |  |  | Giovanni VIII di Borbone-Vendôme |  |  |                            |  |
|                                |                       | Isabelle de Beauvau                | Luigi di Beauvau               |  |  |       |  |  |                                  |  |  |                            |  |
|                                |                       | Isabelle de Beauvau                | Luigi di Beauvau               |  |  |       |  |  |                                  |  |  |                            |  |
|                                |                       | Isabelle de Beauvau                | Margherita di Chambley         |  |  |       |  |  |                                  |  |  |                            |  |
| Carlo IV di Borbone-Vendôme    |                       | Isabelle de Beauvau                |                                |  |  |       |  |  |                                  |  |  |                            |  |
|                                |                       | Pietro II di Lussemburgo-Saint-Pol | Luigi di Lussemburgo-Saint-Pol |  |  |       |  |  |                                  |  |  |                            |  |
|                                |                       | Pietro II di Lussemburgo-Saint-Pol | Luigi di Lussemburgo-Saint-Pol |  |  |       |  |  |                                  |  |  |                            |  |
|                                |                       | Pietro II di Lussemburgo-Saint-Pol | Giovanna di Marle              |  |  |       |  |  |                                  |  |  |                            |  |
| Maria di Lussemburgo-Saint-Pol |                       | Pietro II di Lussemburgo-Saint-Pol |                                |  |  |       |  |  |                                  |  |  |                            |  |
|                                |                       | Margherita di Savoia               | Ludovico di Savoia             |  |  |       |  |  |                                  |  |  |                            |  |
|                                |                       | Margherita di Savoia               | Ludovico di Savoia             |  |  |       |  |  |                                  |  |  |                            |  |
|                                |                       | Margherita di Savoia               | Anna di Lusignano              |  |  |       |  |  |                                  |  |  |                            |  |
| Antonio di Borbone-Vendôme     |                       | Margherita di Savoia               |                                |  |  |       |  |  |                                  |  |  |                            |  |
|                                | Giovanni II d'Alençon | Giovanni I d'Alençon               |                                |  |  |       |  |  |                                  |  |  |                            |  |
|                                | Giovanni II d'Alençon | Giovanni I d'Alençon               |                                |  |  |       |  |  |                                  |  |  |                            |  |
|                                | Giovanni II d'Alençon | Maria di Bretagna                  |                                |  |  |       |  |  |                                  |  |  |                            |  |
| Renato d'Alençon               | Giovanni II d'Alençon |                                    |                                |  |  |       |  |  |                                  |  |  |                            |  |
|                                |                       | Maria d'Armagnac                   | Giovanni IV d'Armagnac         |  |  |       |  |  |                                  |  |  |                            |  |
|                                |                       | Maria d'Armagnac                   | Giovanni IV d'Armagnac         |  |  |       |  |  |                                  |  |  |                            |  |
|                                |                       | Maria d'Armagnac                   | Isabella di Navarra            |  |  |       |  |  |                                  |  |  |                            |  |
| Francesca d'Alençon            |                       | Maria d'Armagnac                   |                                |  |  |       |  |  |                                  |  |  |                            |  |
|                                |                       | Federico II di Vaudémont           | Antonio di Vaudémont           |  |  |       |  |  |                                  |  |  |                            |  |
|                                |                       | Federico II di Vaudémont           | Antonio di Vaudémont           |  |  |       |  |  |                                  |  |  |                            |  |
|                                |                       | Federico II di Vaudémont           | Maria d'Harcourt               |  |  |       |  |  |                                  |  |  |                            |  |
| Margherita di Lorena           |                       | Federico II di Vaudémont           |                                |  |  |       |  |  |                                  |  |  |                            |  |
|                                |                       | Iolanda d'Angiò                    | Renato d'Angiò                 |  |  |       |  |  |                                  |  |  |                            |  |
|                                |                       | Iolanda d'Angiò                    | Renato d'Angiò                 |  |  |       |  |  |                                  |  |  |                            |  |
|                                |                       | Iolanda d'Angiò                    | Isabella di Lorena             |  |  |       |  |  |                                  |  |  |                            |  |
|                                |                       | Iolanda d'Angiò                    |                                |  |  |       |  |  |                                  |  |  |                            |  |